# Торос III
Торос III (1270 — 23 июля 1298) — король Киликийской Армении. Происходил из династии Хетумидов (Хетумян)

## Биография
Торос родился в 1270 году в семье короля Левона II и королевы Керан. Происходил из династии Хетумидов (Хетумян). В январе 1288 года по просьбе папы римского Гонория IV, направленной армянскому епископу Аназарбы, женится на Маргарите Лузиньян, дочери короля Кипра Гуго III. В 1293 году Хетум II становится монахом и уходит в монастырь. Торос наследует трон своего брата. Новый правитель, возможно, не был даже коронован, ибо монет с его чеканкой найдено не было. Властвовал Торос недолго, знать королевства была недовольна его правлением, и через год Торос возвращает трон Хетуму. В 1297 году, после смерти своей жены, женится на монгольской принцессе.
В том же году Торос с Хетумом отправляются в Константинополь; воспользовавшись их отсутствием, другой брат Смбат провозглашает себя королём. По возвращении из Византии братья пытались вернуть себе власть, но по приказу Смбата они были схвачены и заточены в крепости Бардзберд. Находясь в заточении, 23 июля 1298 года, Торос был убит. Исполнителем убийства, по приказу Смбата, выступил их двоюродный брат Ошин из Гобидара.

## Семья
1-я жена: Маргарита де Пуатье-Лузиньян
дети:
- Левон IV (1289—1307) — известный как король Левон III

ж. — Агнес (Мария) Лузиньян
- Боэмунд (?-?)

2-я жена: монгольская принцесса
дети:
- нет